# 香港盂蘭勝會
盂蘭勝會中的“盂蘭”由梵文譯來的，意為“救倒懸”，即救度亡魂倒懸之苦，是來自民間《目蓮救母》的故事；“勝會”是指一大群人舉行活動的意思，在香港亦稱為盂蘭節、中元節或鬼節。相傳陰司地府在七月初一大開鬼門關，直到七月三十日才再次關閉，七月十四日佛教定為「盂蘭盆會」，而道教則稱為「中元普渡」(詳見中元節與盂蘭盆節)。
香港盂蘭勝會是始於潮州、海豐、陸豐、鶴佬籍等移居到香港的人士，他們在1940年代到1950年代從中國大陸（內地）來到香港，聚居於銅鑼灣、上環、西營盤、深水埗、尖沙咀等地，並將他們在家鄉流行的盂蘭節也一併帶來，以聯繫同鄉感情、紀念祖先和超渡地方上的孤魂野鬼。這些活動於2011年以「香港潮人盂蘭勝會」名義獲列入第三批中國國家級非物質文化遺產名錄。

## 歷史與分佈

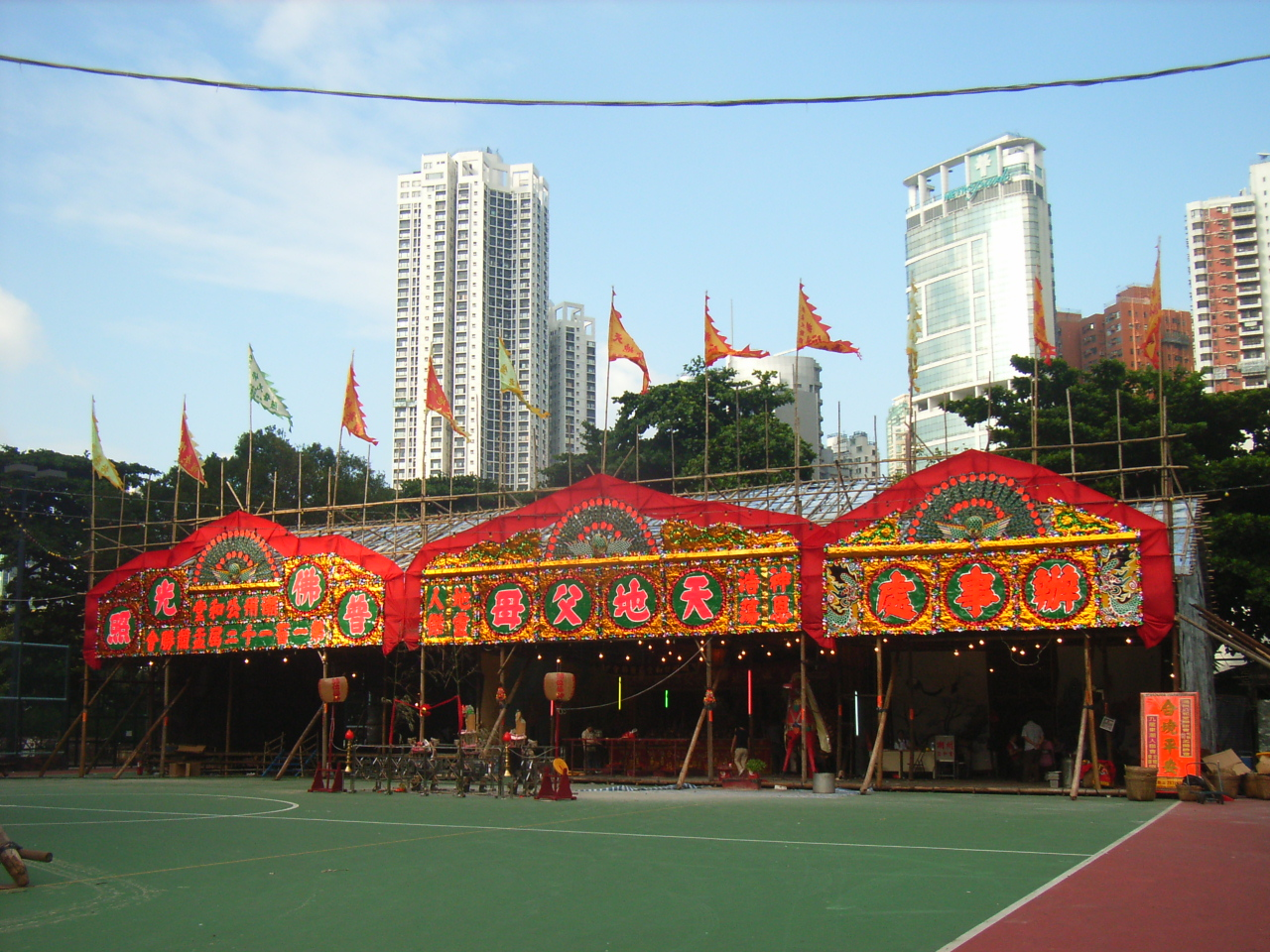
摩頓台潮州公和堂盂蘭勝會

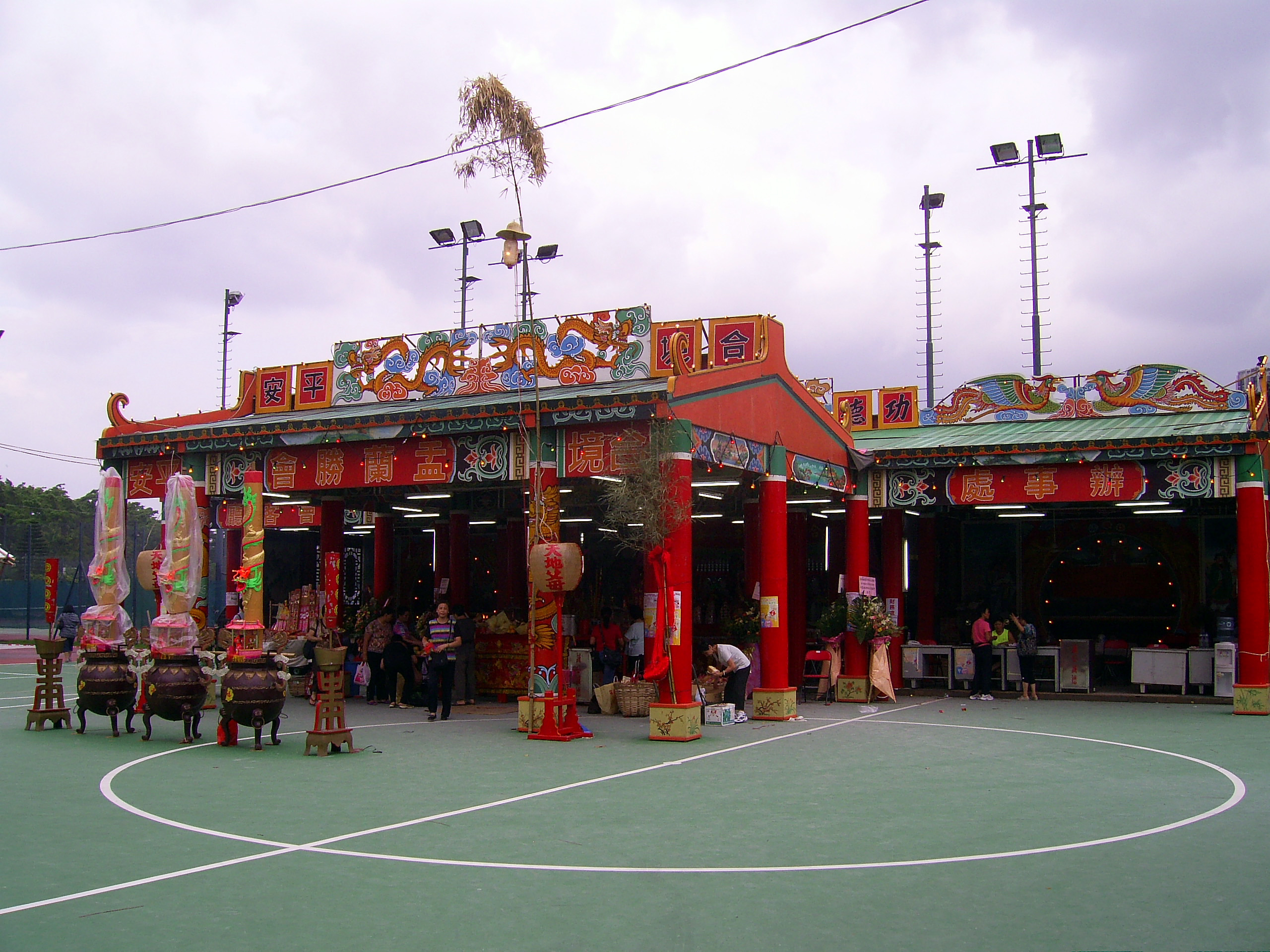
沙田潮人盂蘭勝會

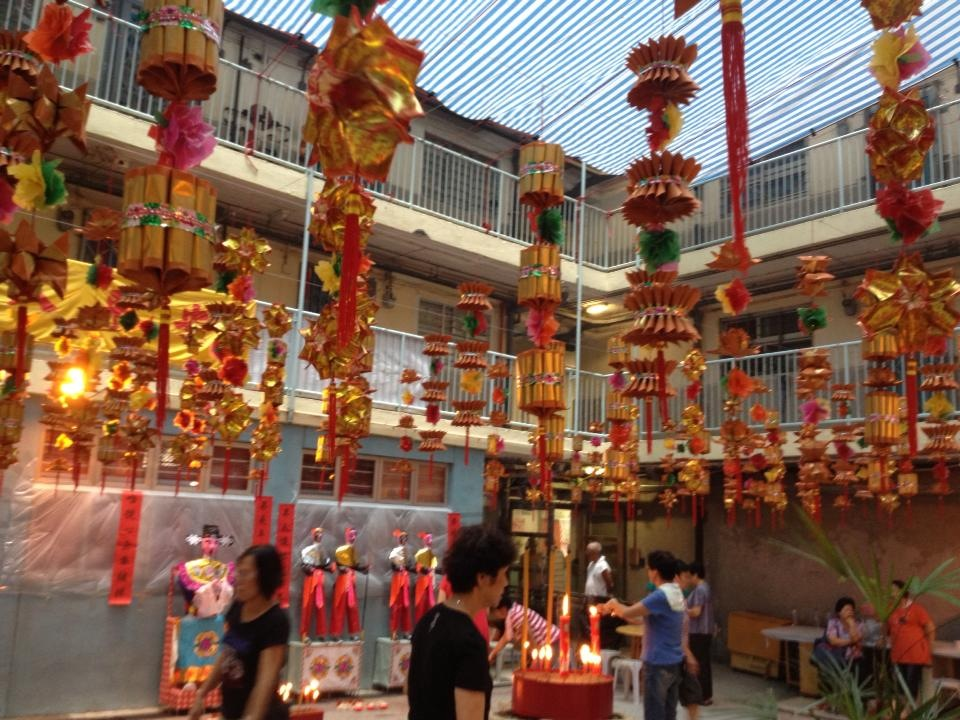
華富邨盂蘭勝會

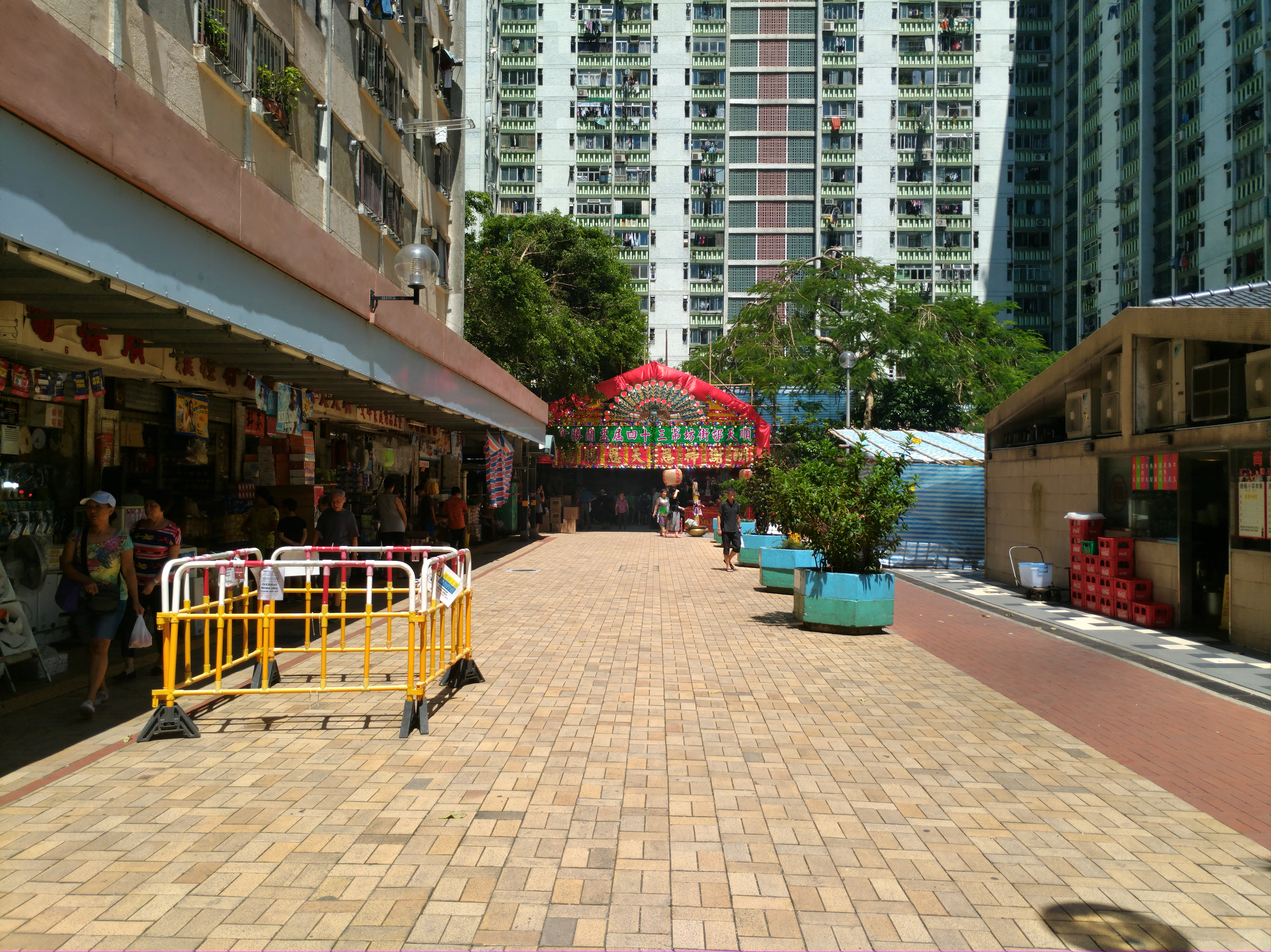
順天邨盂蘭盛會

香港各區的盂蘭勝會一般是由二戰後開始，最先在咕喱聚集的地區開始，創始者是銅鑼灣的「公和堂」，後來香港各區都效法舉行。咕喱主要是潮籍人士，在碼頭和貨倉為泊岸貨船上落貨物，他們之間是親屬或同鄉關係，由「咕喱頭」帶領和組織，成為了潮州移民勞工的社區。而同期移居香港的海陸豐人則以抬轎、拉人力車維生，其後則轉往建築地盤工作，亦因為鄉里族群的凝聚，便逐漸形成海陸豐移民勞工社區。
現時在香港島、九龍、新界各區幾乎都有舉辦，團體至少有60多個，最多在觀塘、九龍城、深水埗等舊區，上環的摩羅街、大坑摩頓台公園、西區公園海旁球場、水街、石塘咀山道、堅尼地城西寧街足球場等也有。在長沙灣保安道球場，農曆七月前後有4個不同社團租用，舉行盂蘭勝會，而早期潮州人聚集的地區上環及西環的沿海一帶，便總共有五個盂蘭勝會，包括三角碼頭、渣甸橋東邊街、正街、石塘咀山道和西環，以三角碼頭和東邊街歷史最悠久，其餘幾個各自因應區內發展而興起。
| 香港盂蘭勝會列表（部分） | 香港盂蘭勝會列表（部分）                 | 香港盂蘭勝會列表（部分） | 香港盂蘭勝會列表（部分） | 香港盂蘭勝會列表（部分） | 香港盂蘭勝會列表（部分） |
| 地區                     | 主辦機構                                 | 舉辦地點                 | 族群                     | 屆數                     | 圖片                     |
| ------------------------ | ---------------------------------------- | ------------------------ | ------------------------ | ------------------------ | ------------------------ |
| 南區                     | 香港仔黃竹坑鴨利洲華富街坊盂蘭勝會       | 黃竹坑大王爺廟前空地     | 潮                       |                          |                          |
| 南區                     | 赤柱街坊福利會盂蘭勝會                   | 赤柱天后廟前             | 水陸                     |                          |                          |
| 南區                     | 香港惠東平海水陸居民盂蘭勝會             | 石排灣球場               | 鶴                       |                          |                          |
| 南區                     | 香港仔石排灣海陸豐盂蘭勝會               | 石排灣球場               | 鶴                       |                          |                          |
| 南區                     | 田灣坊眾盂蘭勝會                         | 田灣邨羽毛球場           | 鶴                       |                          |                          |
| 南區                     | 香港仔田灣邨華富邨華貴邨潮僑坊眾盂蘭勝會 | 華貴邨多用途球場         | 潮                       |                          |                          |
| 中西區                   | 西環盂蘭勝會                             | 堅尼地城臨時遊樂場       | 潮                       | 61                       |                          |
| 中西區                   | 西區常豐里老福德宮聯誼會盂蘭勝會         | 常豐里                   | 廣                       |                          |                          |
| 東區                     | 柴灣惠州海陸豐同鄉福利促進會盂蘭勝會     | 新廈街大聖廟             | 鶴                       | 48                       |                          |
| 東區                     | 筲箕灣南安坊坊眾會                       | 愛秩序灣遊樂場足球場     | 水陸                     | 71                       |                          |
| 東區                     | 潮州南安堂福利協進會盂蘭勝會             | 愛秩序遊樂場足球場       | 潮                       | 59                       |                          |
| 觀塘區                   | 牛頭角區潮僑街坊盂蘭勝會                 | 牛頭角下村福淘街         | 潮                       | 45                       |                          |
| 觀塘區                   | 油塘高超長龍田村盂蘭勝會                 | 鯉魚門道球場             | 鶴                       | 55                       |                          |
| 觀塘區                   | 藍田街坊潮僑盂蘭勝會                     | 藍田配水庫球場           | 潮                       | 44                       |                          |
| 觀塘區                   | 牛頭角佐敦谷福德伯公盂蘭勝會             | 佐敦谷古廟               | 潮                       |                          |                          |
| 觀塘區                   | 順天邨街坊盂蘭勝會                       | 順天邨酒家前             | 潮                       | 26                       |                          |
| 觀塘區                   | 順安邨街坊盂蘭勝會                       | 順安邨義發餐廳前         | 潮                       |                          |                          |
| 黃大仙區                 | 慈雲山竹園鳳德潮僑街坊盂蘭勝會           | 慈雲山中央球場           | 潮                       | 45                       |                          |
| 黃大仙區                 | 黃大仙新蒲崗鳳凰村街坊盂蘭勝會           | 新蒲崗東啟德球場         | 潮                       | 47                       |                          |
| 九龍城區                 | 九龍城盂蘭勝會                           | 亞皆老街球場             | 潮                       | 45                       |                          |
| 油尖旺區                 | 旺角潮僑街坊盂蘭勝會                     | 大角咀楓樹街球場         | 潮                       | 40                       |                          |
| 深水埗區                 | 李鄭屋麗閣潮籍盂蘭勝會                   | 保安道球場               | 潮                       | 41                       |                          |
| 深水埗區                 | 李鄭屋麗閣蘇屋元州坊眾盂蘭勝會           | 保安道球場               | 廣                       | 41                       |                          |
| 葵青區                   | 石籬石蔭安蔭潮僑盂蘭勝會                 | 石梨街草地               | 潮                       | 43                       |                          |
| 荃灣區                   | 荃灣潮僑盂蘭勝會                         | 大窩口球場               | 潮                       | 49                       |                          |
| 荃灣區                   | 馬灣汲水門盂蘭勝會                       | 馬灣天后廟前             | 水陸                     |                          |                          |
| 北區                     | 粉嶺潮僑盂蘭勝會                         | 聯和墟安樂村遊樂場       | 潮                       | 37                       |                          |
| 北區                     | 麒麟村盂蘭勝會                           | 落馬洲麒麟村             | 潮                       | 50                       |                          |
| 沙田區                   | 沙田潮僑街坊盂蘭勝會                     | 源禾路遊樂場             | 潮                       | 53                       |                          |
| 西貢區                   | 鹿尾村惠州同鄉                           | 鹿尾村                   | 惠                       | 55                       |                          |
| 離島區                   | 坪洲中元建醮                             | 坪洲天后宮廣場           | 鶴                       | 60+                      |                          |
| 離島區                   | 坪洲街坊建醮                             | 坪洲碼頭廣場             | 鶴                       | 60+                      |                          |
| 離島區                   | 坪洲龍母廟盂蘭勝會                       | 坪洲悅龍聖苑             |                          | 30+                      |                          |
| 離島區                   | 南丫北鄉事委員會盂蘭節醮                 | 榕樹灣天后廟前           | 鶴                       |                          |                          |

主要來源：2009年的盂蘭 （页面存档备份，存于）, 香港潮人盂蘭勝會 （页面存档备份，存于） 

## 組織及經費

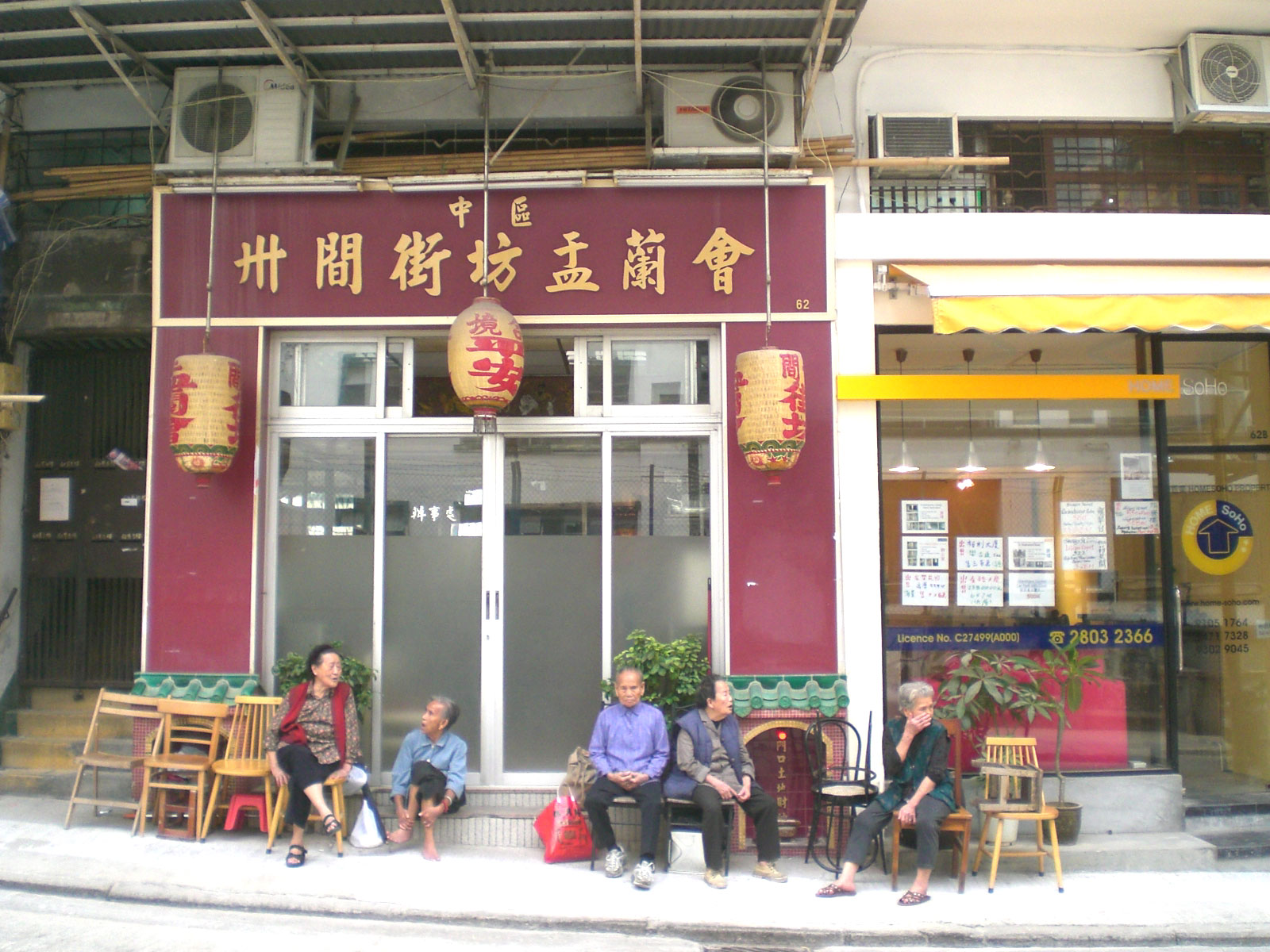
上環卅間街坊盂蘭會

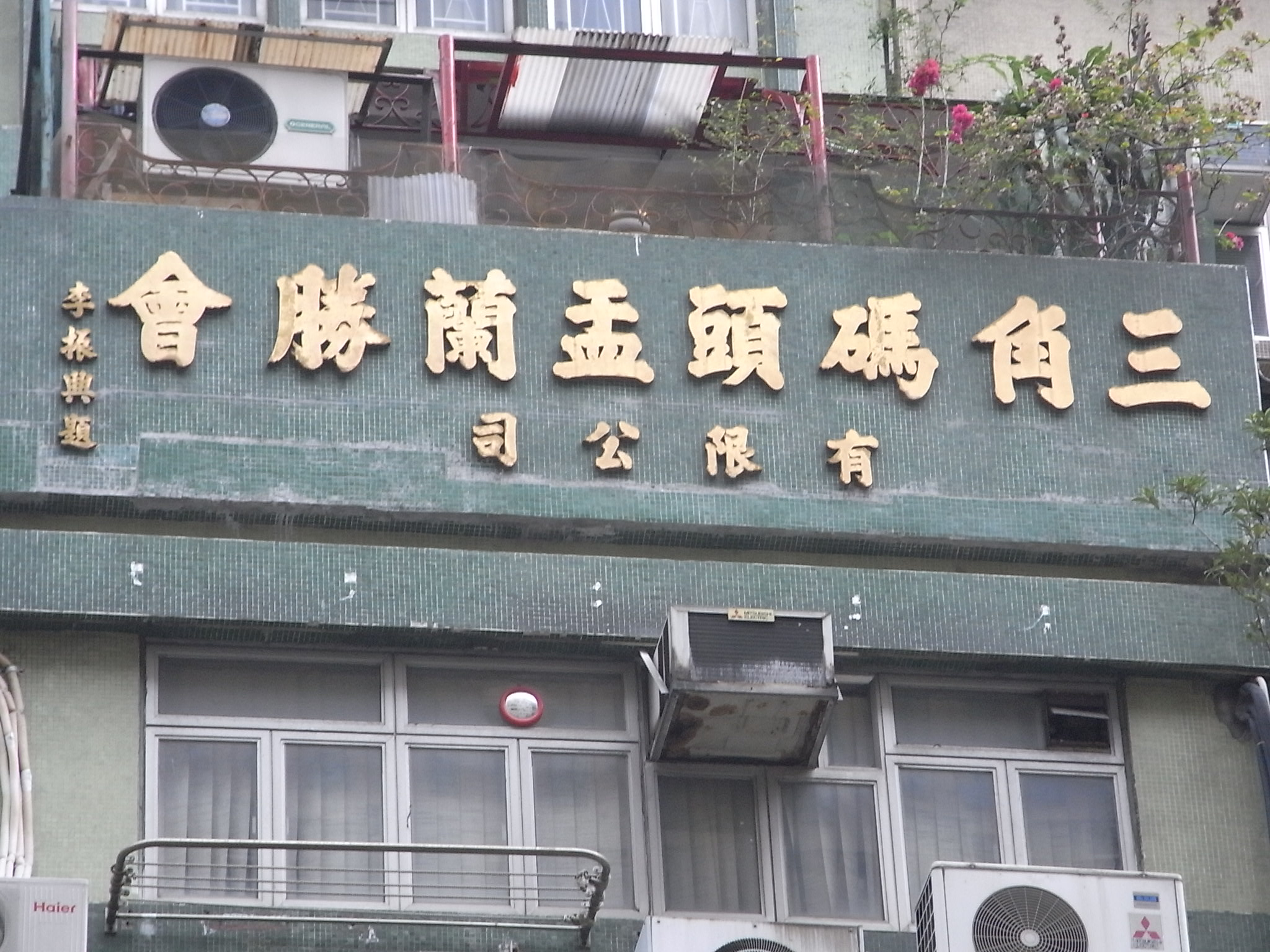
西環三角碼頭盂蘭勝會

盂蘭勝會的負責人有長老、總理、會長、值理等。長老是其中資深的長者，在醮會期間代表參與各種儀式；總理大多在醮會最後一日由長老主持的問杯儀式，由神明決定委任，負責來年醮會的財政和行政；會長和值理則由會員推舉，負責會方的日常運作，亦會到該區各家各戶及各大商號募捐經費。
盂蘭勝會的經費來源主要是向區內街坊募捐及依靠大會會長、副會長及各值理分擔。另外，「福品」競投亦是為盂蘭勝會向各方面籌集經費，盂蘭勝會將神前祭品供善信競投，價高者得，一般相信「福品」可保家宅平安及生意興隆，以往「福品」多為香爐或福祿壽像等，現時則改為金器或名酒等，所得金額供下屆盂蘭勝會之用。

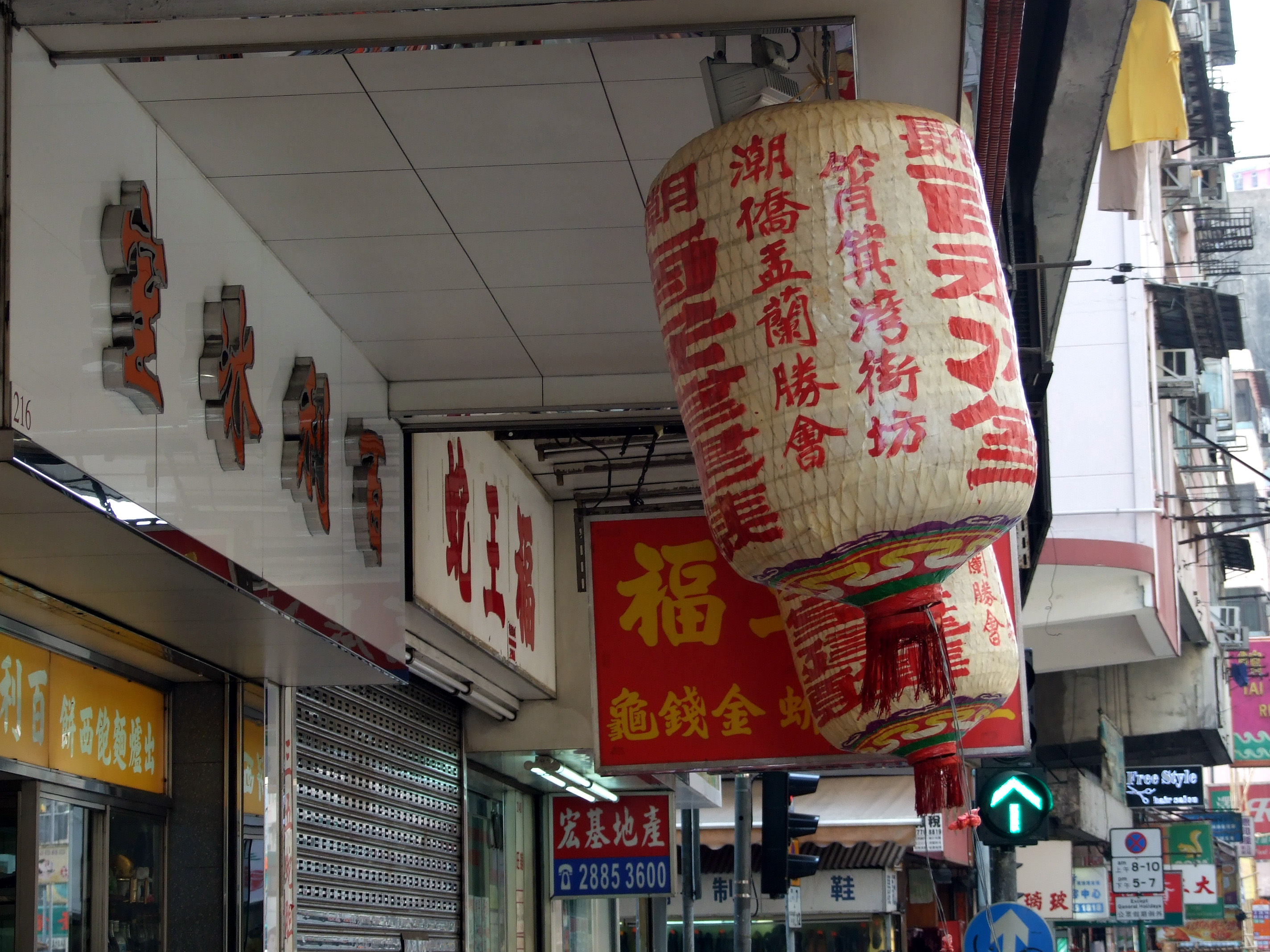
盂蘭勝會建醮燈籠，大小按贊助醮金金額而定

## 會場及活動

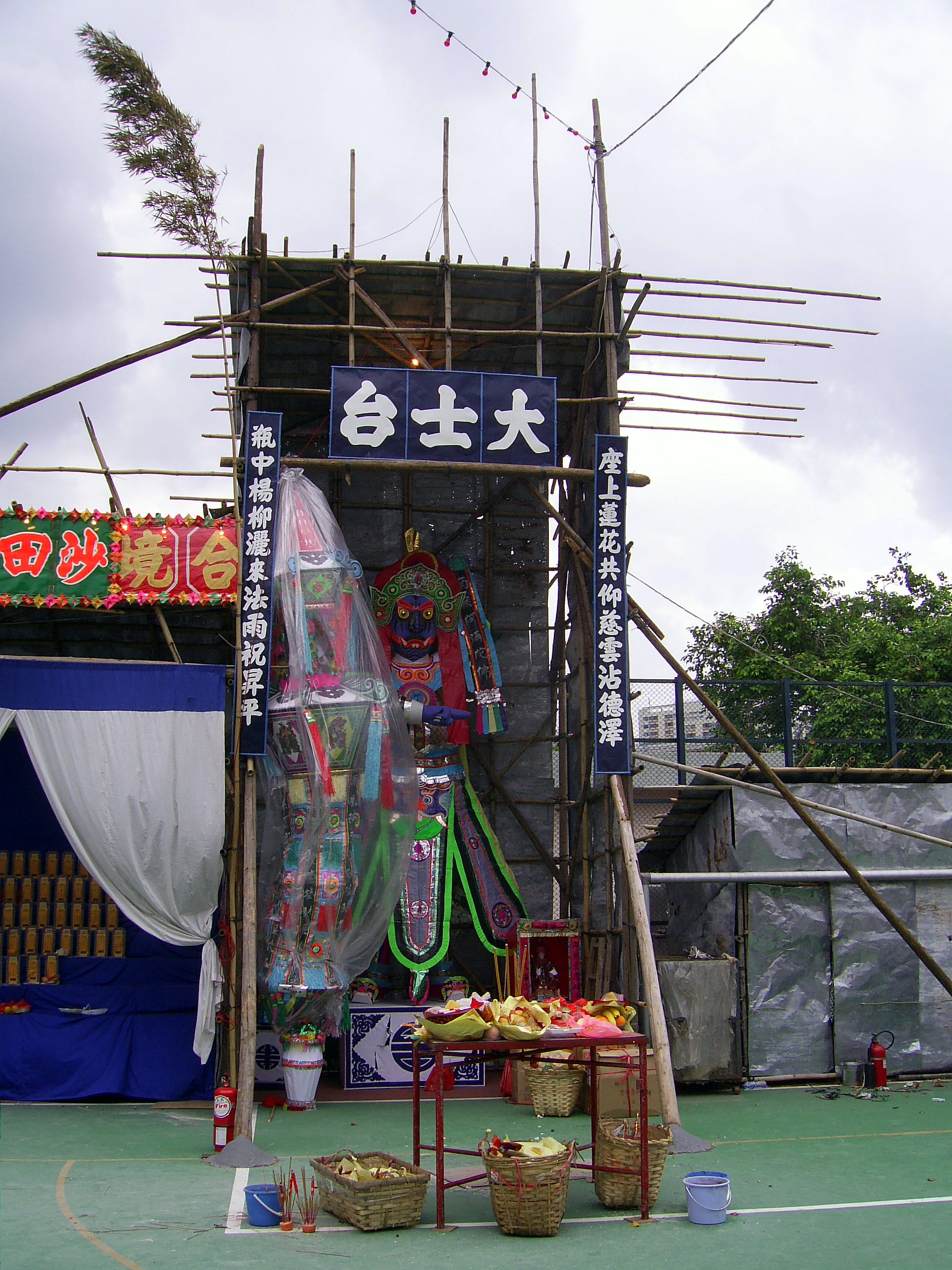
大士台，雙腳立地的鬼王紮作是潮式造像

香港盂蘭勝會的規模、裝飾、祭品、宗教儀式等會因人力、財力、社群籍貫、社區環境而有所不同，潮州人採用佛教儀式，而广府人和海陸豐人採用道教儀式，醮會大體有三個組成部分：請神、神功戲及派米。盂蘭勝會的會場會搭起數座竹棚，以長竹掛起燈籠的幡，作為引路燈，讓孤魂野鬼前來享受貢品宴席。頌經是要幫助鬼魂超渡，第一座是主壇，佛教的稱為「正壇」，而道教的則稱為「三清壇」，是僧尼誦經之所，在壇中三日三夜不停頌經，以超渡亡魂；第二座是「天地父母棚」，用以供拜天地父母之所，棚內有各種奉神的燈飾和禮品；兩側一般設有辦事處及會客處；第三座為「大士台」，設有一座紙紮觀音化身的青面獠牙「大士王」，用以鎮攝鬼魂之用；其傍設有一棚放置其坐騎「馬神」。盂蘭勝會有打齋附薦先人的習慣，故亦設置「附薦棚」，打齋儀式是盂蘭勝會中重要的一環。更有人在勝會中競投福物，以求賜福。還有一個用藍色和白色布置的「孤魂台」，用來接引孤魂脫離地獄之苦。最後是最大座的戲棚，上演各種劇目的神功戲，免費供市民欣賞。

### 請神
請神儀式由道士首先誦經，接着出發請神，與會者沿路灑水以除穢氣，並有人提着燈籠及捆着紅繡球的柳枝開路，由會場出發，請出沿路古廟神像後才折返會場安放於神壇，常見的有「天地父母」、「南辰北斗」、福德老爺、城隍爺及區內廟宇的觀音、天后等，在返回會場的途中會先作「遊神」，即把神像抬到附近街道及重要建築物，隊伍由長老帶領，值理、家屬、街坊會員、樂師、戲班等隨行，沿途扛著香爐，敲鑼打鼓、奏樂及舞蹈，藉此祈求菩薩保佑街坊平安，隨著時代進步，請神隊伍已改為以車代步，只有極少數團體維持環區步行的傳統。安放神像後，請神隊伍會一起吃湯圓作結。

### 神功戲
「神功」是做功德的意思，以大戲做功德便被稱為神功戲。盂蘭節神功戲會在農曆七月十五至十七日一連三晚演出。現時在大型的盂蘭勝會通常都有戲班演出大戲，用作給先人在接受功德之餘又得到娛樂，亦可以讓街坊分享同樂。而劇種通常是粤剧、潮州戲或白字戲。 

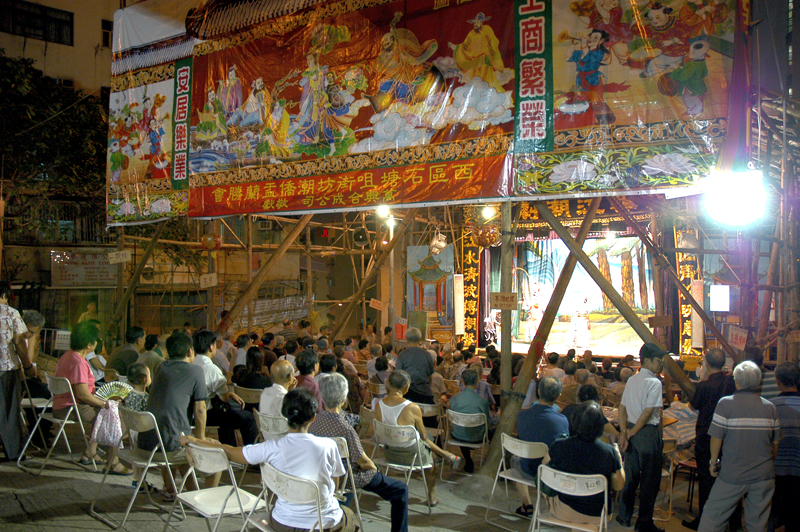
石塘咀盂蘭勝會公演潮劇
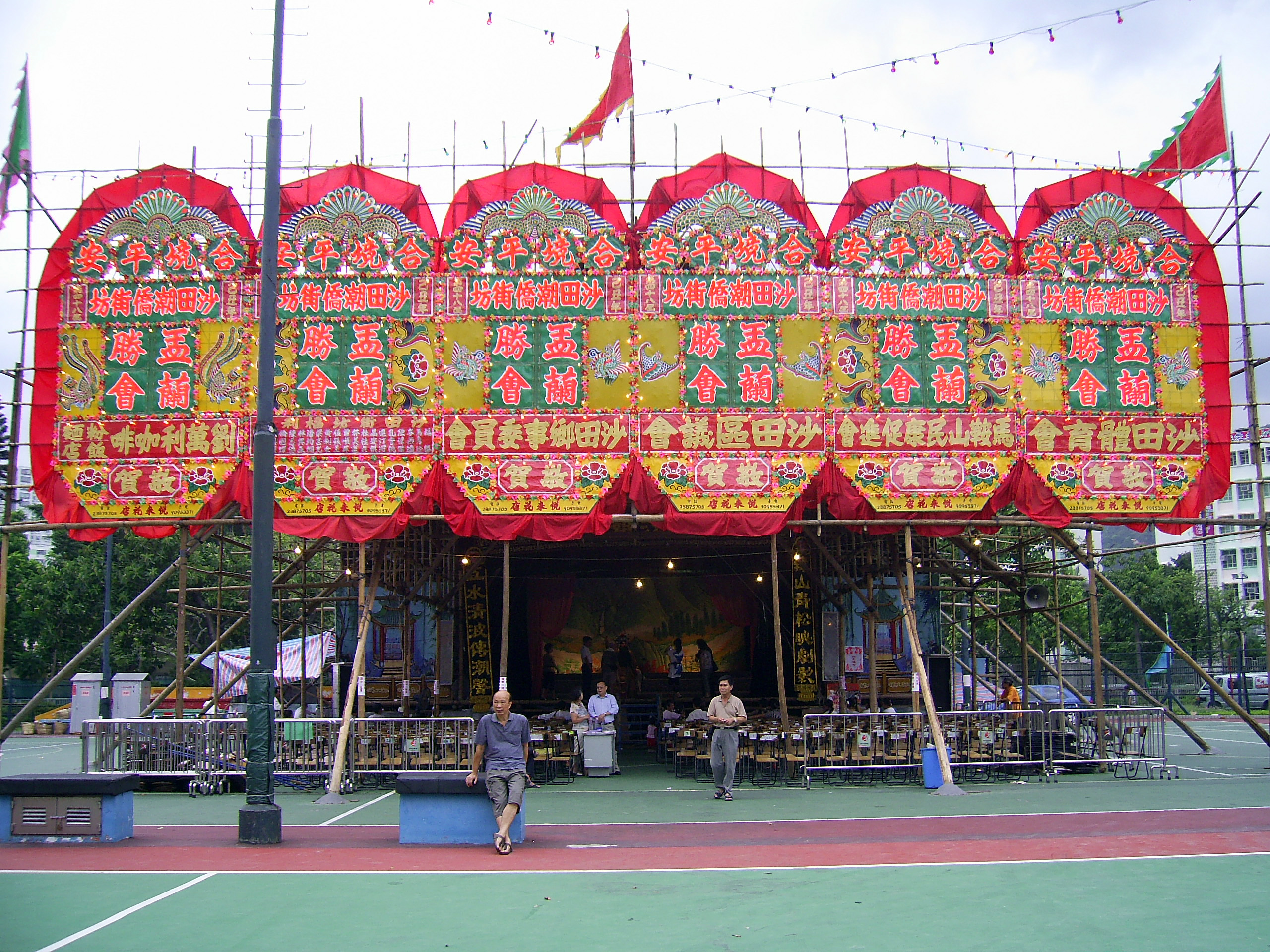
沙田盂蘭勝會的戲棚

### 平安米

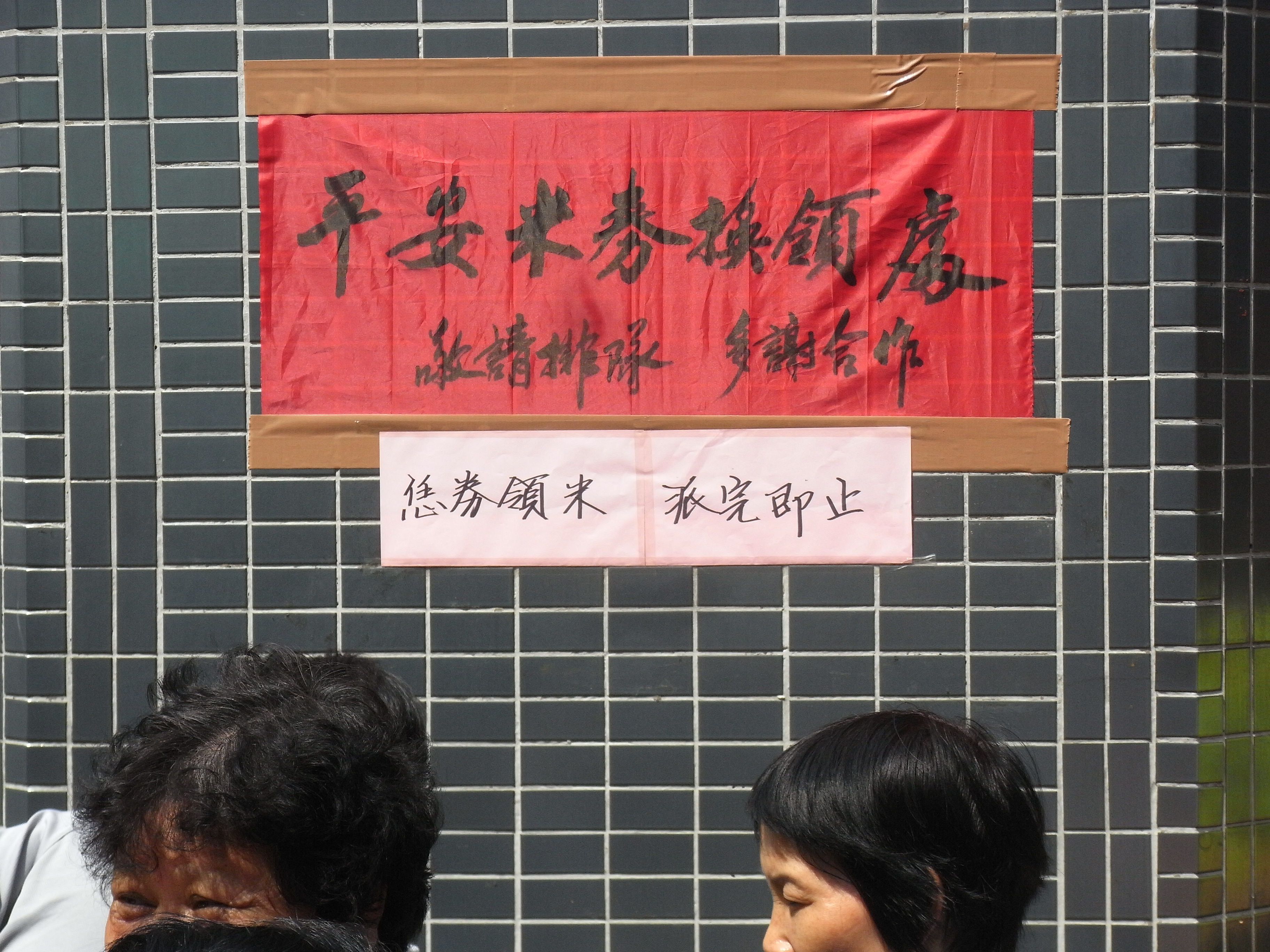
香港一次平安派米活動

在香港，盂蘭勝會後會有派「平安米」的活動，所派的米本是用作施食，放於招魂台和大士王神像附近，正向經壇方便鬼食用，人們相信瑜伽焰口之後，食物會增加千萬倍；儀式過後，食物形雖在而質已變，變得淡而無味。但丟棄又覺得浪費，於是就把白米派給窮人，美其名為「平安米」，既能積德，又能物盡其用。在盂蘭勝會的最後一天，會派米予各位善信，在派米前一晚的午夜時分，會為無主孤魂舉行超渡儀式，既為救濟貧民，亦為先人積福，謂之「平安米」。除米外，有些盂蘭勝會派發的「福品」亦包含麵條和雨傘等家居日用品。
傳統上這些米並非用作取代貯糧，而是每次溝一小撮到原有的米糧中一起烹煮，寓意長食長有，以保平安。近年人們不了解這些米的真正意義，加上心態改變，部份施米者視之為一般的「慈善活動」，派高價名牌白米，與盂蘭本義有違。受米者亦把所派之米視為福利捐獻，當作生活必須，不惜追索，甚至轉售圖利，已失去原來避免浪費的意義。

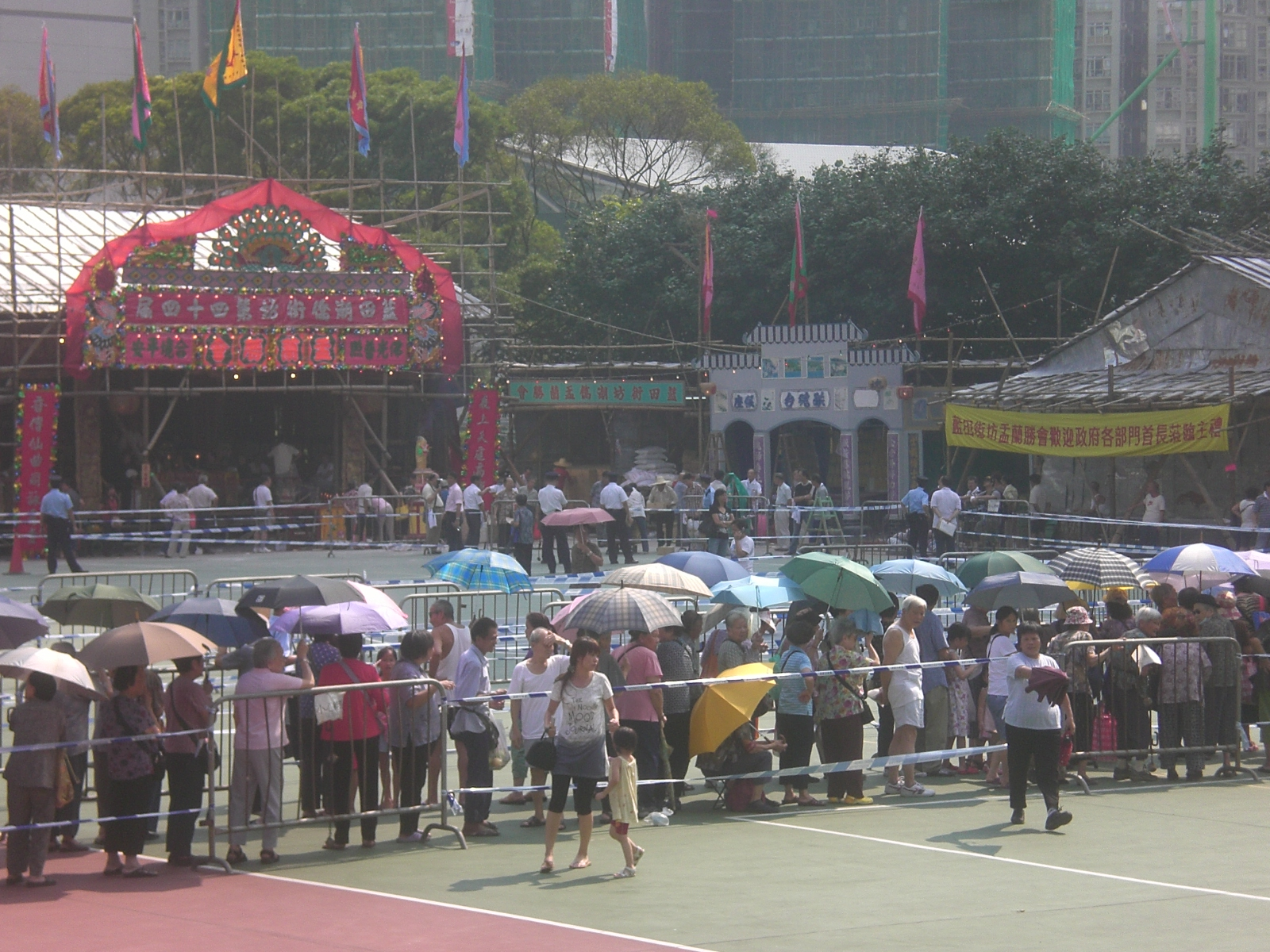
藍田盂蘭勝會輪候平安米的人龍

## 外部參考
- 盂蘭勝會觀塘(附圖) （页面存档备份，存于）
- 大公報副刊: 盂蘭勝會/ 陳天權
- 何志平：盂蘭節、中元節、鬼節 （页面存档备份，存于）
- 多姿多彩的盂蘭勝會
- 全程直擊 東頭村盂蘭勝會
- 香港傷健共融網絡: 無障礙賞非遺(2） 香港潮人盂蘭盛會（附手語翻譯） （页面存档备份，存于）